# Liste der Monuments historiques in Saint-Coulomb
Die Liste der Monuments historiques in Saint-Coulomb führt die Monuments historiques in der französischen Gemeinde Saint-Coulomb auf.

## Liste der Bauwerke
| Bezeichnung                          | Beschreibung | Standort                | Kennzeichnung | Schutzstatus | Datum | Bild |
| ------------------------------------ | ------------ | ----------------------- | ------------- | ------------ | ----- | ---- |
| Château de Lupin                     | Schloss      | (Lage)                  | PA00090771    | Inscrit      | 1944  |      |
| Château du Plessis-Bertrand          | Schloss      | (Lage)                  | PA00090772    | Inscrit      | 1969  |      |
| Château de la Motte-Jean             | Schloss      | (Lage)                  | PA00090773    | Inscrit      | 1980  |      |
| Malouinière de la Ville Bague        | Landhaus     | (Lage)                  | PA00090774    | Inscrit      | 1981  |      |
| Retranchement de la pointe du Meinga |              | Pointe du Meinga (Lage) | PA00090775    | Inscrit      | 1984  |      |
| Malouinière de la Grande Gâtinais    | Landhaus     | (Lage)                  | PA00090969    | Inscrit      | 1992  |      |
| Malouinière de la Mettrie-aux-Louëts | Landhaus     | (Lage)                  | PA00125344    | Inscrit      | 1993  |      |
| Malouinière des Courtils-Launay      | Landhaus     | (Lage)                  | PA00125345    | Inscrit      | 1993  |      |
| La Fosse Hingant                     |              | (Lage)                  | PA00135276    | Inscrit      | 1995  |      |
| Malouinière de la Ville Azé          | Landhaus     | (Lage)                  | PA35000016    | Inscrit      | 2000  |      |